# エリザベス・フリン

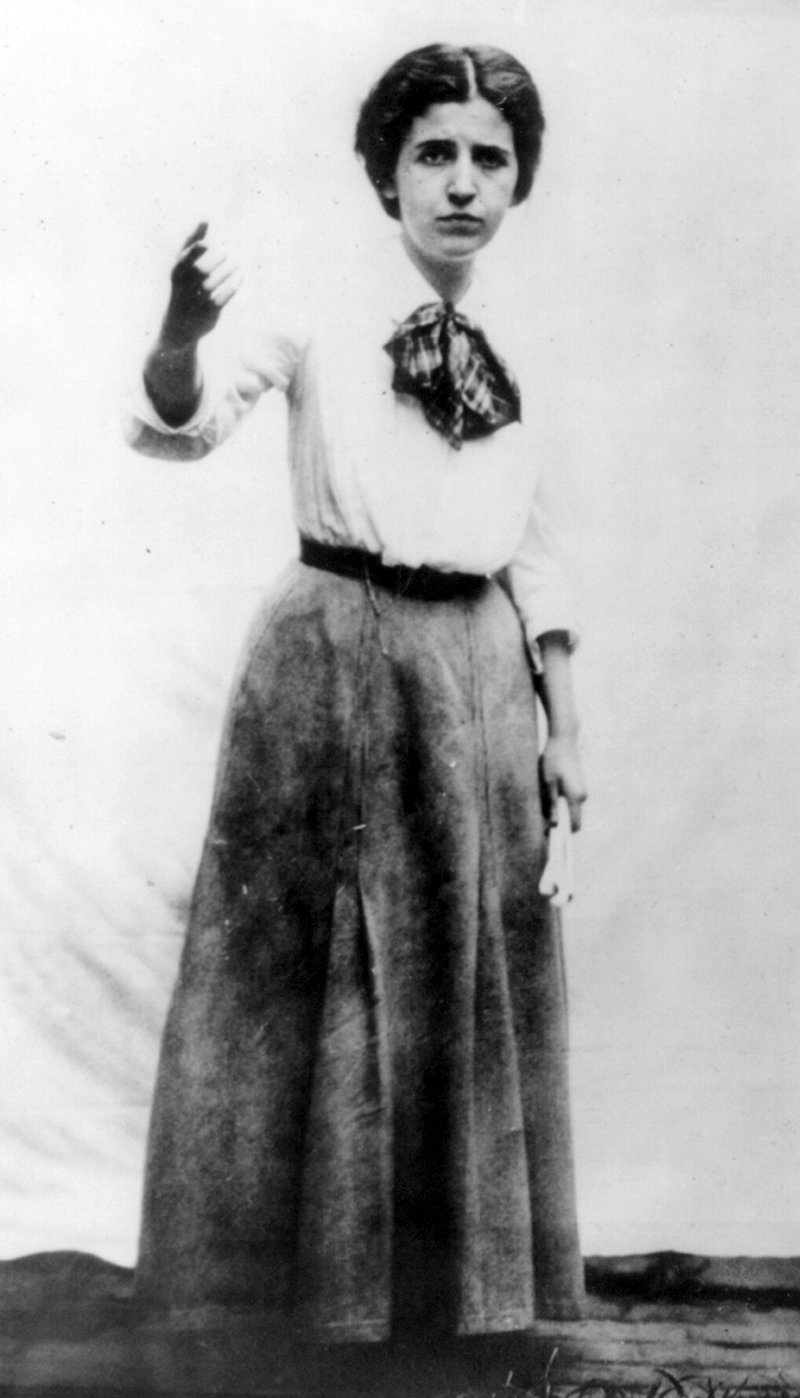
演説するフリン

エリザベス・ガーリー・フリン（Elizabeth Gurley Flynn、1890年8月7日 - 1964年9月5日）は、アメリカ合衆国の労働運動家・社会運動家・政治家・フェミニスト。
ニューハンプシャー州コンコード生まれ。10歳の時に両親とともにニューヨークに転居、そこのパブリック・スクールに通った。
両親の影響で社会主義とへの関心を強め、15歳でハーレムの社会主義クラブにて初演説｢What socialism will do for woman」を行う。間もなく労働運動に主たる関心を移し、1907年には世界産業労働組合(IWW)の専従オルグとなり、幾度も逮捕されながらアメリカ各地で労働運動を指導。1920年にはフェリックス・フランクファーター、ジェーン・アダムスやヘレン・ケラーらとアメリカ自由人権協会（ACLU）を創設し、サッコ・ヴァンゼッティの冤罪追及と助命嘆願に関わった。1936年にはアメリカ共産党に入党するも、これが原因となり1940年にACLUから除名されたばかりか第二次世界大戦後の赤狩りでは他の党幹部とともに有罪判決を受け服役。出獄後の1961年に共産党議長となり、ソ連訪問中に客死。

## フリンが指導したストライキ
- ペンシルベニア州の衣服工場
- ニュージャージー州の紡績工場
- ニューヨークのレストラン
- マサチューセッツ州の織物工場
- ミネソタ州の炭鉱